# Muppet-show New Yorkban
A Muppet-show New Yorkban, TV2-s szinkronban Muppeték meghóditják Manhattant (eredeti cím: The Muppets Take Manhattan) 1984-ben bemutatott amerikai vegyes technikájú film, amelyben élő és báb szereplők közösen szerepelnek. A játékfilm rendezője Frank Oz, producere David Lazer. A forgatókönyvet Frank Oz, Tom Patchett és Jay Tarses írta, a zenéjét Ralph Burns szerezte. A mozifilm a Henson Associates gyártásában készült, a TriStar Pictures forgalmazásában jelent meg. Műfaja zenés drámai filmvígjáték. Amerikában 1984. július 13-án mutatták be a mozikban.
Magyarországon két szinkronos változat is készült belőle, amelyekből az elsőt 2000. május 25-én adták ki VHS-en, a másodikat a TV2-n 2001. január 1-jén vetítették le a televízióban. Az InterCom által készített szinkront 2003-ban kiadták DVD-n.

## Szereplők
| Szereplő          | Eredeti hang      | 1. magyar szinkron | 2. magyar szinkron  |
| Szereplő          | Eredeti hang      | Magyar hang        | Magyar hang         |
| ----------------- | ----------------- | ------------------ | ------------------- |
| Breki             | Jim Henson        | Mikó István        | Mikó István         |
| Rowlf             | Jim Henson        | Gruber Hugó        | Gruber Hugó         |
| Dr. Teeth         | Jim Henson        | Varga Tamás        | Zágoni Zsolt        |
| Svéd séf          | Jim Henson        | Pálfai Péter       | Végh Ferenc         |
| Waldorf           | Jim Henson        | Kenderesi Tibor    | Horkai János        |
| Miss Röfi         | Frank Oz          | Hacser Józsa       | Hacser Józsa        |
| Topi              | Frank Oz          | Szombathy Gyula    | Szombathy Gyula     |
| Állat             | Frank Oz          | Bicskey Lukács     | Zágoni Zsolt        |
| Gonzo             | Dave Goelz        | Verebély Iván      | Verebély Iván       |
| Ementáli patkány  | Dave Goelz        | Tzafetás Roland    | Végh Ferenc         |
| Bill              | Dave Goelz        | Varga T. József    | ?                   |
| Zoot              | Dave Goelz        | Galambos Péter     | ?                   |
| Lótifuti          | Richard Hunt      | Takátsy Péter      | Kálloy Molnár Péter |
| Janice            | Richard Hunt      | Bognár Gyöngyvér   | Seszták Szabolcs    |
| Statler           | Richard Hunt      | Kun Vilmos         | Komlós András       |
| Masterson patkány | Bruce Edward Hall | Minárovits Péter   | Galbenisz Tomasz    |
| Rizzo, a patkány  | Steve Whitmire    | Józsa Imre         | Galbenisz Tomasz    |
| Gil               | Steve Whitmire    | Rosta Sándor       | ?                   |
| Yolanda patkány   | Karen Prell       | Madarász Éva       | Fazekas Zsuzsa      |
| Floyd Pepper      | Jerry Nelson      | R. Kárpáti Péter   | Garai Róbert        |
| Lew Zealand       | Jerry Nelson      | Halmágyi Sándor    | Koncz István        |
| Tetkós patkány    | Brian Muehl       | Zágoni Zsolt       | ?                   |
| Szereplő          | Színész           | Magyar hang        | Magyar hang         |
| Jenny             | Juliana Donald    | Huszárik Kata      | Dögei Éva           |
| Ronnie Crawford   | Lonny Price       | Dévai Balázs       | Széles Tamás        |
| Pete              | Louis Zorich      | Kristóf Tibor      | Kristóf Tibor       |
| Bernard Crawford  | Art Carney        | Dobránszky Zoltán  | Kenderesi Tibor     |
| Mr. Skeffington   | James Coco        | Cs. Németh Lajos   | Perlaki István      |
| Martin Price      | Dabney Coleman    | Orosz István       | Bács Ferenc         |
| Görkoris fickó    | Gregory Hines     | Kálid Artúr        | Mikula Sándor       |
| Doktornő          | Linda Lavin       | Illyés Mari        | Makay Andrea        |
| Parfümös          | Joan Rivers       | Vándor Éva         | Makay Andrea        |
| Titkárnő          | Frances Bergen    | Némedi Mari        | Makay Andrea        |

- További magyar hangok (1. magyar szinkronban): Beratin Gábor, Lázár Sándor, Madarász Éva, Némedi Mari, R. Kárpáti Péter, Seder Gábor, Vizy György, Zágoni Zsolt
- További magyar hangok (2. magyar szinkronban): Antal László, Holl János, Katona Zoltán, Makay Andrea, Mikula Sándor, Zágoni Zsolt

## Betétdalok
| Dal                                              | Előadó                                                                                 |
| ------------------------------------------------ | -------------------------------------------------------------------------------------- |
| Together Again                                   | Jim Henson Frank Oz Jerry Nelson Richard Hunt Dave Goelz                               |
| You Can't Take No for an Answer                  | Jim Henson Chorus                                                                      |
| Saying Goodbye                                   | Jim Henson Frank Oz Jerry Nelson Richard Hunt Dave Goelz                               |
| Rat Scat (Something Cookin')                     | Steve Whitmire                                                                         |
| I'm Gonna Always Love You                        | Frank Oz Jim Henson Jerry Nelson Richard Hunt Dave Goelz                               |
| William Tell Overture                            | Jerry Nelson Jim Henson Frank Oz Richard Hunt Dave Goelz Steve Whitmire                |
| Right Where I Belong                             | Jim Henson Frank Oz Jerry Nelson Richard Hunt Dave Goelz Steve Whitmire                |
| Somebody's Getting Married                       | Jim Henson Frank Oz Jerry Nelson Richard Hunt Dave Goelz Steve Whitmire Kathryn Mullen |
| Waiting for the Wedding                          | Jim Henson Frank Oz Jerry Nelson Richard Hunt Dave Goelz Steve Whitmire Kathryn Mullen |
| He'll Make Me Happy                              | Jim Henson Frank Oz Jerry Nelson Richard Hunt Dave Goelz Steve Whitmire Kathryn Mullen |
| The Ceremony                                     | Cyril Jenkins Jim Henson Frank Oz                                                      |
| Saying Goodbye / Together Again (Closing Medley) | Jim Henson Frank Oz Jerry Nelson Richard Hunt Dave Goelz                               |

## Televíziós megjelenések
- 1. magyar szinkron: TV2
- 2. magyar szinkron: RTL Klub, Filmmúzeum